# 布魯爾-納什模型
布魯爾-納什模型（英語：Brewer and Nash model）是一種提供動態變更可存取控制以及資訊安全的架構。這個資訊模式又稱為“中國長城模式”（Chinese wall model），建立成資訊流模型，是為了降低商業組織的利益衝突。
在布魯爾-納什模型中，區隔了會產生利益衝突的主體（subject）和對象（object）。

## 正式定義
{\displaystyle S} 模式表示主體，例如，在一家諮詢公司工作的顧問；而 {\displaystyle O} 表示受保護的對象，例如，銀行或公司的敏感文件。

### 存取矩陣和存取歷史
布魯爾-納什模型是一個存取矩陣。 {\displaystyle M_{t}:S\times O\rightarrow 2^{R}}。{\displaystyle r\in R}表示權力，{\displaystyle s\in S}表示主體，{\displaystyle o\in O}表示對象，{\displaystyle t}表示時間。這是表示布魯爾-納什模型的方式： {\displaystyle R=\{read,write,execute\}}。
另外，當我們考慮存取歷史， 提供{\displaystyle N_{t}:S\times O\rightarrow 2^{R}}，成立時，{\displaystyle N_{t}(s,o)=\{r_{1},\ldots ,r_{n}\}} ，如果時間 {\displaystyle t'<t} ， 主體 {\displaystyle s} 有對象 {\displaystyle o} 的權限 {\displaystyle r_{1},\ldots ,r_{n}} 可以讀取。

### 對象樹
對象被架構在三層的對象樹：保護的對象是樹的葉子，保護對象的父節點代表的公司或部門，其中包括對象。對對象 {\displaystyle o} 被承諾、分配到 {\displaystyle y(o)}，反過來說，公司有一個父節點，有利益衝突，對一個給定的對象 {\displaystyle x(o)}。直觀地說，這意味著如果這兩家公司 A 和 B 在相同的權益類別，而不是與有敏感信息（對象）相同主體時，A 和 B 也可能遇到同一類別的同一衝突。
此外，它標誌著所有主體應該公開的對象，與 {\displaystyle y_{0}} 對這些主體根據 {\displaystyle x_{0}=\{y_{0}\}} 利益類別定義衝突。

### 閱讀規則
現在系統相關的存取限制已經定義，所以：
第一條規則，如果主體接收和讀取一個對象 {\displaystyle o} 的閱讀規則狀態，如果主體讀取訪問對象和所有對象已經套用（任何法律）讀取規則了，那他們就是公開的，它們都屬於同一家公司 {\displaystyle o} 分配或任何其他利益衝突的同一類別 {\displaystyle o} 。在形式上，這意味著
{\displaystyle read\in M_{t}(s,o)\wedge \forall o'\in O:N_{t}(s,o')\neq \emptyset \rightarrow y(o')=y_{0}\vee y(o)=y(o')\vee x(o)\neq x(o')}

### 重讀規則
如果只透過閱讀規則，並不能排除不必要的資訊流。
也就是說，有可能一個主體 {\displaystyle s_{1}} 讀存一個對象 {\displaystyle o_{1}} 和寫不同於 {\displaystyle o_{1}} 利益類型衝突的對象 {\displaystyle o_{3}}。第二個主體 {\displaystyle s_{2}} 現在可以優先存取對象 {\displaystyle o_{2}} ，這是和對象 {\displaystyle o_{1}}同一類型的利益衝突，因為這一間公司也是前一間公司的子公司。現在，{\displaystyle s_{2}} 可以藉由非法閱讀 {\displaystyle o_{3}} 獲得 {\displaystyle y(o_{1})} 的內幕知識，因為 {\displaystyle o_{3}} 和 {\displaystyle o_{1}} 的內容相同。
要預防這種情況的資訊流，我們定義下面的重寫規則，其中，如果一個主體接收和讀寫一個對象 {\displaystyle o}，如果它有讀取 {\displaystyle o} 的權限，如果任何對象已申請的主體已經是只有讀取的權限，適用於公開的公司或相同於其他被分配的 {\displaystyle o}。在形式上，這意味著
{\displaystyle write\in M_{t}(s,o)\wedge \forall o'\in O:read\in N_{t}(s,o')\vee y(o')=y_{0}\vee y(o)=y(o')}
此規則如此貼切的描述實際案例，一個主體對另一個競爭對手傳遞關於其他利益類別衝突的內幕資訊。

## 外部連結
- Dr. David F.C. Brewer and Dr. Michael J. Nash.  (PDF). IEEE. 1989  [2012-07-02]. （原始内容存档 (PDF)于2020-09-29）. |booktitle=被忽略 (帮助)